# Campeonato de Oceanía de Judo de 1983
El IX Campeonato de Oceanía de Judo se celebró en Numea (Francia) en 1983 bajo la organización de la Unión de Judo de Oceanía.
En total se disputaron catorce pruebas diferentes, siete masculinas y siete femeninas.

## Resultados

### Masculino
| Evento            | Oro                              | Plata                          | Bronce                                                |
| ----------------- | -------------------------------- | ------------------------------ | ----------------------------------------------------- |
| –60 kg            | Jean-Jaques Mori Nueva Caledonia | Serge Pouillen Nueva Caledonia | John Walker Australia Rob Katz Australia              |
| –65 kg            | Gary Banks Australia             | Gilles Pascaud Nueva Caledonia | Edward Canales Australia                              |
| –71 kg            | Shaun O’Leary Nueva Zelanda      | John Moody Nueva Zelanda       | Jon Symmons Australia Kevin Freeman Australia         |
| –78 kg            | Graeme Spinks Nueva Zelanda      | Luis Val Australia             | Eddie Armien Nueva Caledonia Trevor Fricker Australia |
| –86 kg            | Bill Vincent Nueva Zelanda       | Geoffry Watson Nueva Zelanda   | Wayne Watson Nueva Zelanda Greg Matthews Australia    |
| –95 kg            | Mike Smith Nueva Zelanda         | Philip McSweeney Nueva Zelanda | Steven Doherty Australia Joe Constanzo Australia      |
| Categoría abierta | Bill Vincent Nueva Zelanda       | Eddie Armien Nueva Caledonia   | Greg Matthews Australia Trevor Fricker Australia      |

### Femenino
| Evento            | Oro                           | Plata                        | Bronce                                                 |
| ----------------- | ----------------------------- | ---------------------------- | ------------------------------------------------------ |
| –48 kg            | Tammy Johnson Australia       | Julie Fitzgerald Australia   | Donna Hilton Nueva Zelanda Jodi Atkinson Nueva Zelanda |
| –52 kg            | Debbie Ann Van Hoek Australia | Claire Simiona Nueva Zelanda | Angela Hill Australia                                  |
| –56 kg            | Shelley Hallett Australia     | Janine Harker Nueva Zelanda  | Anne Marie Fraser Australia                            |
| –61 kg            | Donna Guy Nueva Zelanda       | M. Armien Nueva Caledonia    | Leah Smith Nueva Zelanda                               |
| –66 kg            | C. Nicholas Nueva Caledonia   | Karen Thorpe Australia       | Suesan McDonald Australia Janet Poole Nueva Zelanda    |
| –72 kg            | Geesje Vandelinde Australia   | Judith Bruce Nueva Zelanda   | Lynette Farmer Australia                               |
| Categoría abierta | Donna Guy Nueva Zelanda       | Heather Gingell Australia    | Geesje Vandelinde Australia Karen Thorpe Australia     |

## Medallero
| Núm. | País            | Oro | Plata | Bronce | Total |
| ---- | --------------- | --- | ----- | ------ | ----- |
| 1    | Nueva Zelanda   | 7   | 6     | 5      | 18    |
| 2    | Australia       | 5   | 4     | 17     | 26    |
| 3    | Nueva Caledonia | 2   | 4     | 1      | 7     |
|      | TOTAL           | 14  | 14    | 23     | 51    |